# Мервиль (Верхняя Гаронна)
Мерви́ль (фр. Merville, окс. Mervila) — коммуна во Франции, находится в регионе Юг — Пиренеи. Департамент — Верхняя Гаронна. Входит в состав кантона Гренад. Округ коммуны — Тулуза.
Код INSEE коммуны — 31341.

## География

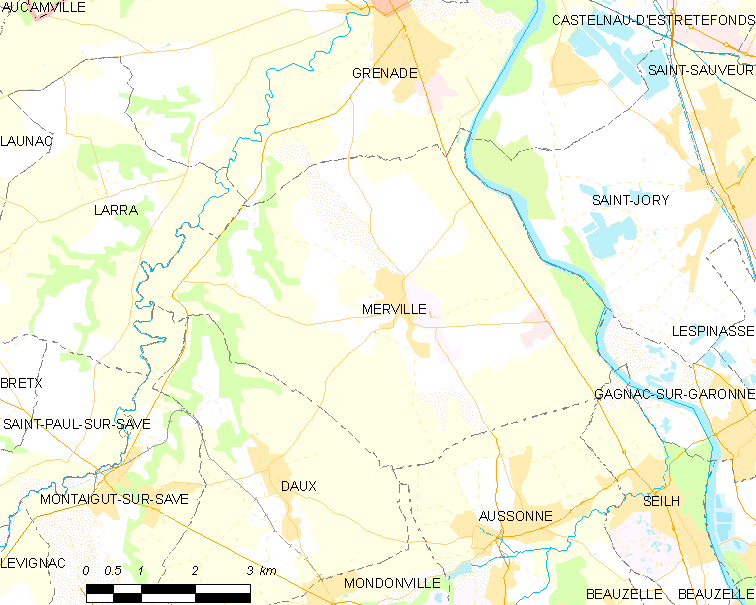
Карта коммуны

Коммуна расположена приблизительно в 580 км к югу от Парижа, в 18 км к северо-западу от Тулузы.
По территории коммуны протекают реки Гаронна и Сав.

## Климат
Климат умеренно-океанический. Зима мягкая и снежная, весна характеризуется сильными дождями и грозами, лето сухое и жаркое, осень солнечная. Преобладают сильные юго-восточные и северо-западные ветры.

## Население
Население коммуны на 2010 год составляло 4783 человека.
| 1962 | 1968 | 1975 | 1982 | 1990 | 1999 | 2010 |
| ---- | ---- | ---- | ---- | ---- | ---- | ---- |
| 914  | 1053 | 1365 | 1929 | 2289 | 2799 | 4783 |

## Администрация
| Период | Период | Фамилия          | Партия                  | Примечания |
| ------ | ------ | ---------------- | ----------------------- | ---------- |
| 1983   | 1995   | Робер де Бомон   |                         |            |
| 1995   | 2011   | Фернан Бентанакс | Социалистическая партия |            |
| 2011   | 2014   | Бернар Таньер    | Социалистическая партия |            |
| 2014   | 2020   | Шанталь Эга      | Разные левые            |            |

## Экономика
В 2010 году среди 3178 человек трудоспособного возраста (15—64 лет) 2540 были экономически активными, 638 — неактивными (показатель активности — 79,9 %, в 1999 году было 73,7 %). Из 2540 активных жителей работали 2330 человек (1273 мужчины и 1057 женщин), безработных было 210 (93 мужчины и 117 женщин). Среди 638 неактивных 264 человека были учениками или студентами, 211 — пенсионерами, 163 были неактивными по другим причинам.

## Достопримечательности
- Замок Мервиль[фр.] (XVIII век). Исторический памятник с 1987 года[4]
- Церковь Св. Сатурнина

## Города-побратимы
- Бергантино (Италия, с 2000)[5]

## Фотогалерея

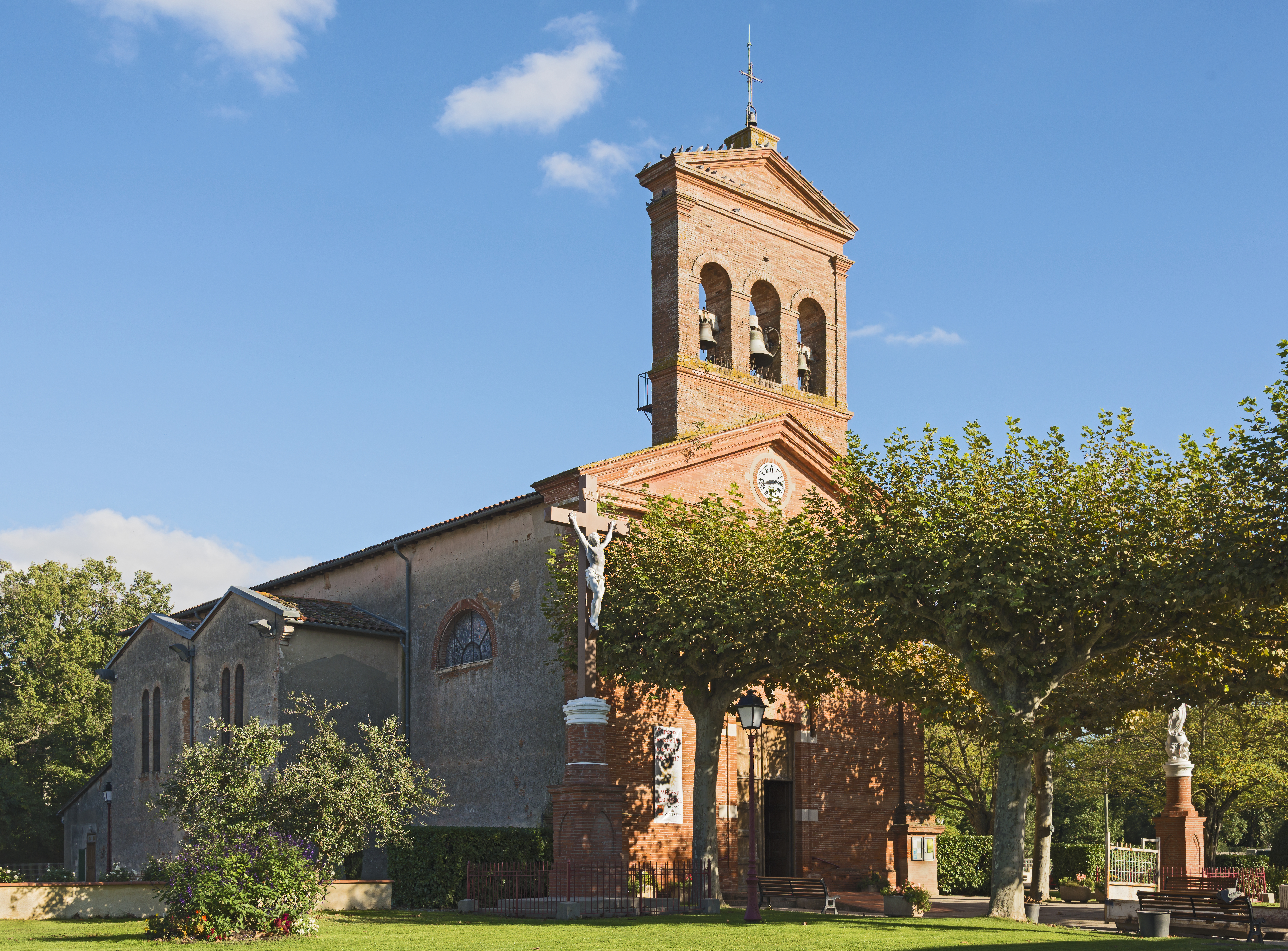
Церковь Св. Сатурнина
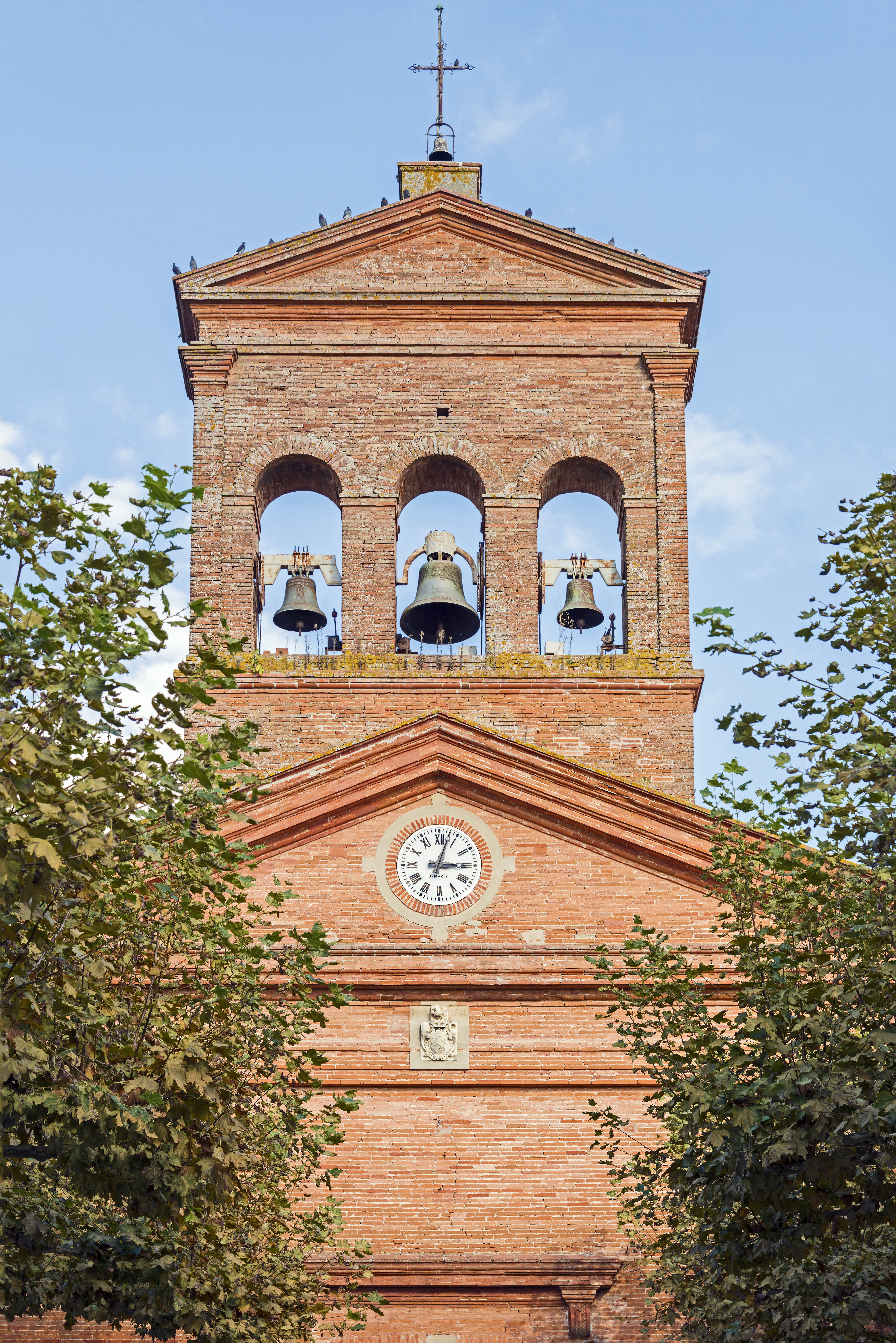
Церковь Св. Сатурнина
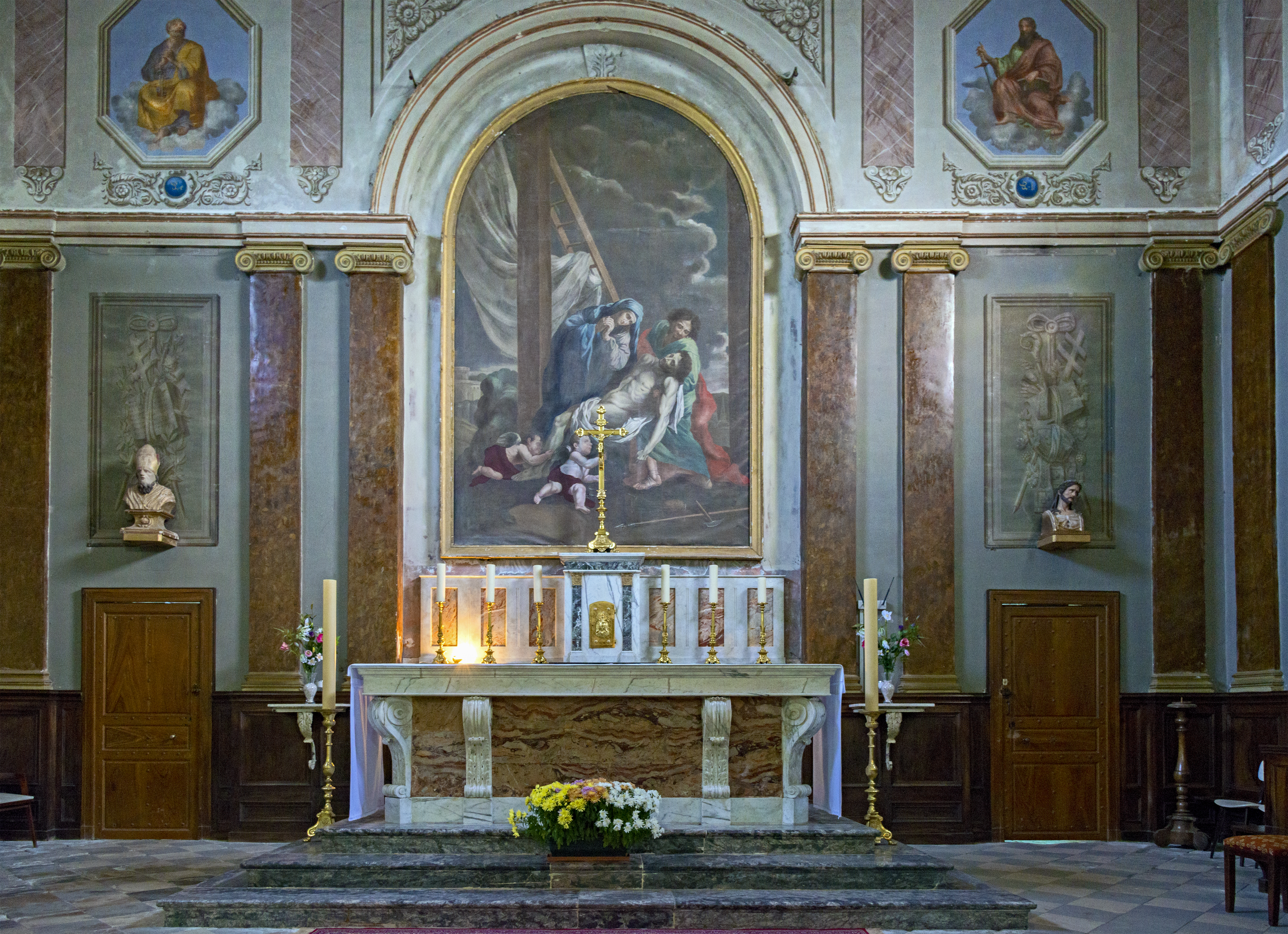
Алтарь церкви Св. Сатурнина
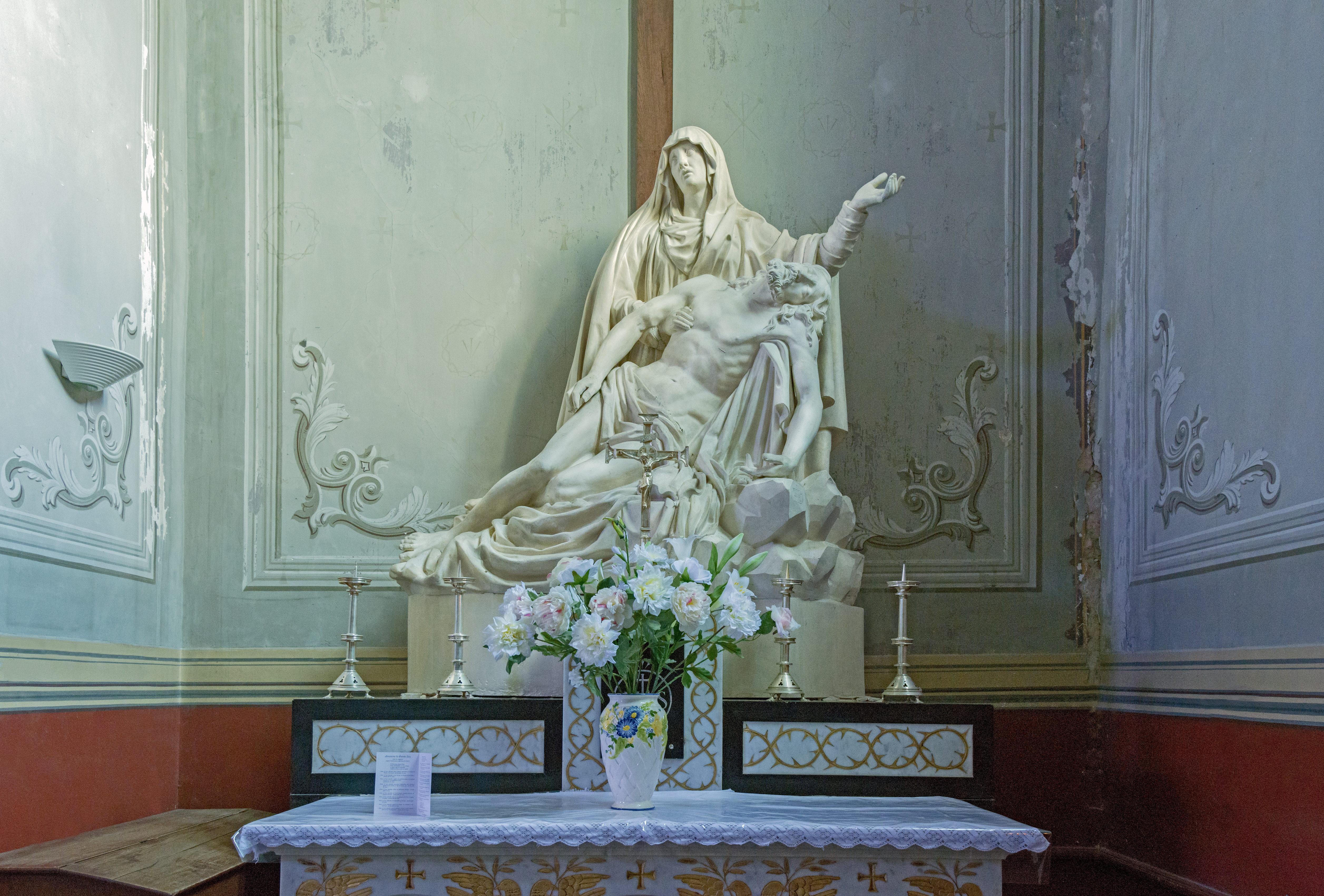
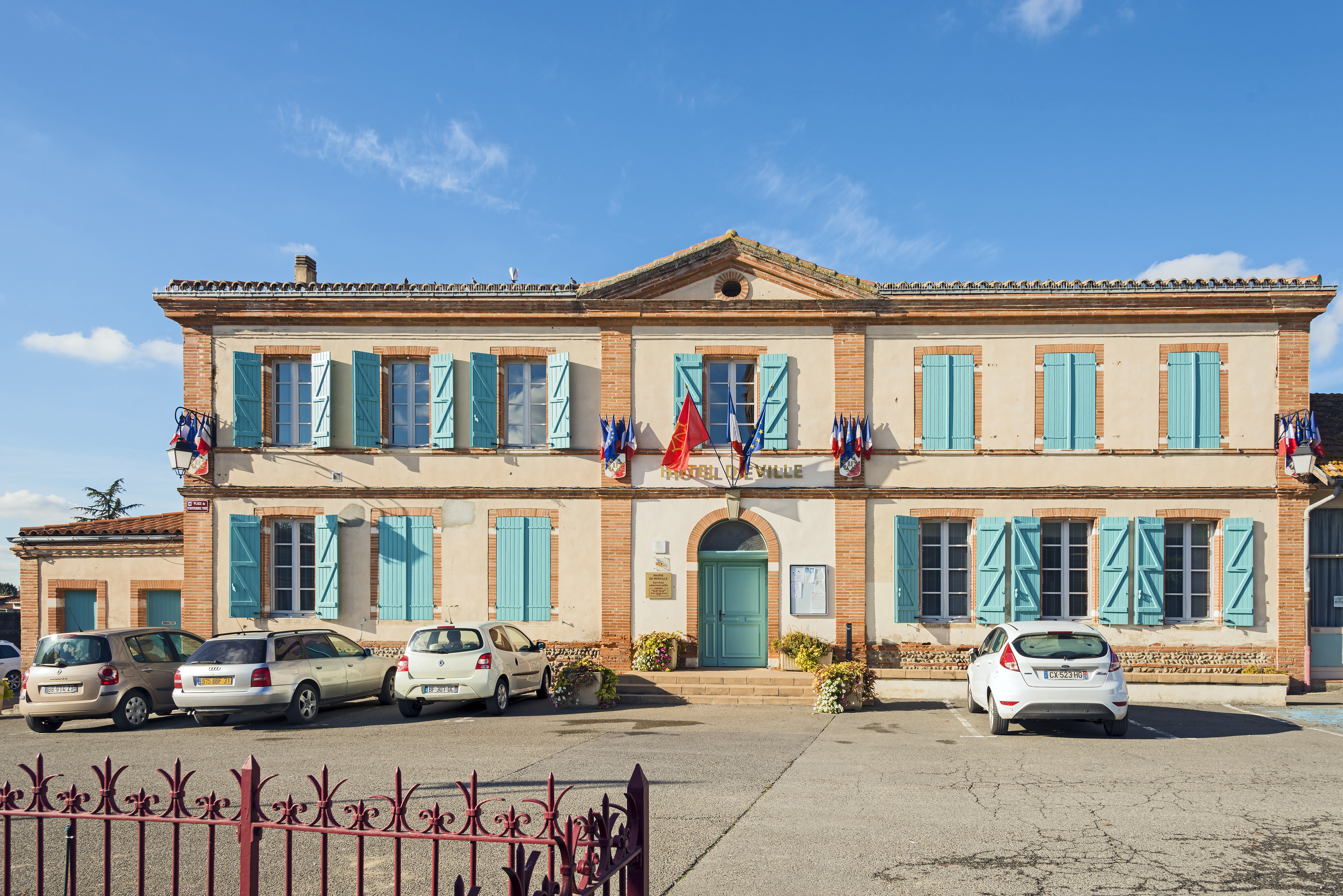
Мэрия
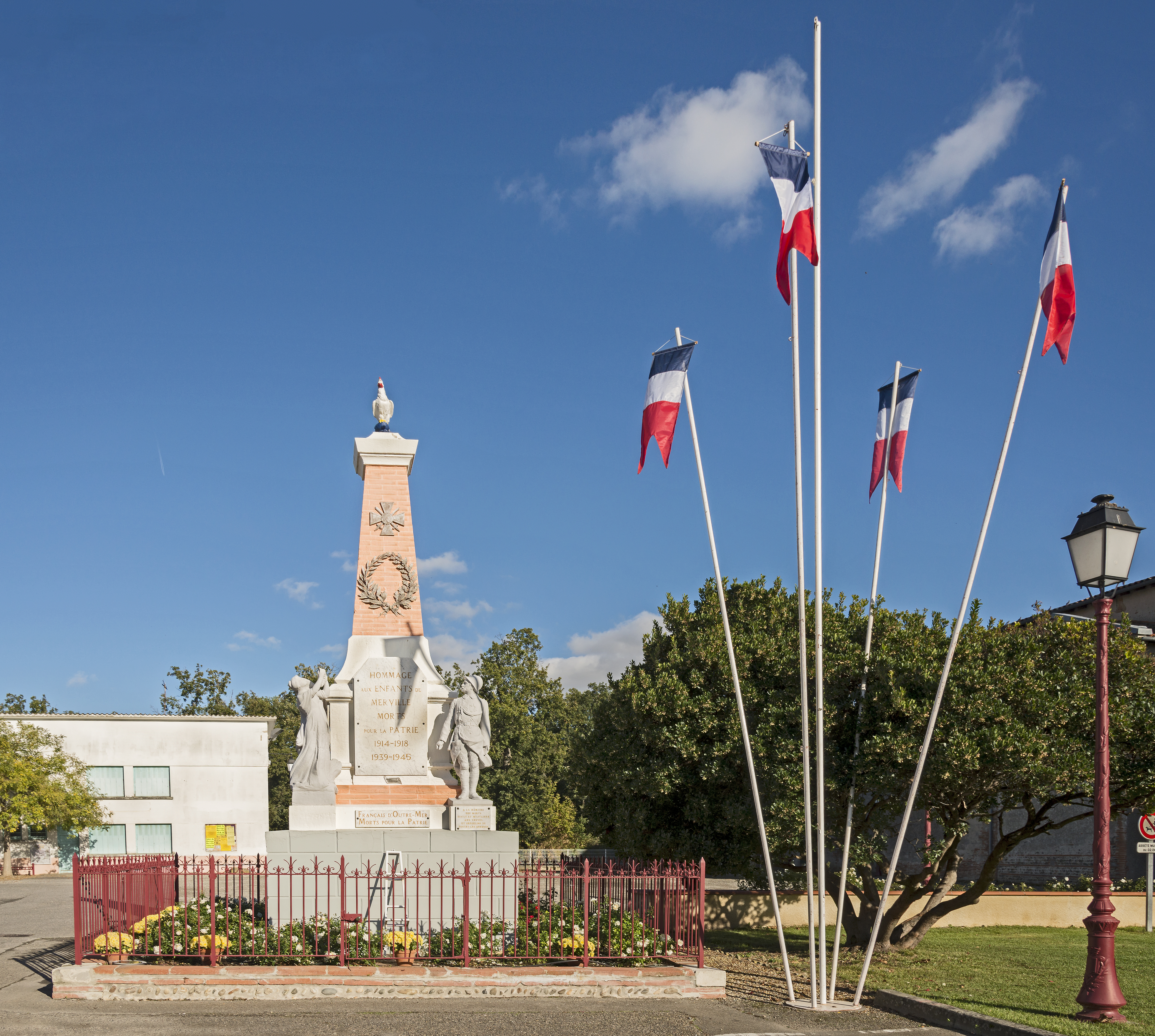
Военный мемориал